# حتى لا يطير الدكان (مسرحية)
حتى لا يطير الدكان هي مسرحية مصرية للفنان أكرم حسني ودرة وبيومي فؤاد ،  تدور أحداثها حول «قمر الدين» الذي ورث عن والده محل أدوات كهربائية، ويقع في حب «زبدة» التي يتنافس عليها الجميع، ويقف الثري رجب طيوبة عائقًا بينهما، وما إن يكتشف قمر الدين سر الدكان، حتى تنقلب الأحداث رأسًا على عقب ليخوض مغامرة مليئة بالمخاطرة.

اسم المسرحية مستوحىً من فيلم أُنتج عام 1984 باسم حتى لا يطير الدخان.

## وصلات خارجية
- حتى لا يطير الدكان (مسرحية) على موقع قاعدة بيانات الأفلام العربية

1. ↑  "مسرحية «حتى لايطير الدكان» ترفع لافتة «كامل العدد» بموسم الرياض  على موقع المصري اليوم". المصري اليوم. مؤرشف من الأصل في 2022-11-16. {{استشهاد ويب}}: |archive-date= / |archive-url= timestamp mismatch (مساعدة)
2. ↑  "اليوم .. انطلاق مسرحية "حتى لا يطير الدكان" لأكرم حسنى بالسعودية  على موقع اليوم السابع". اليوم السابع. مؤرشف من الأصل في 2022-11-16. {{استشهاد ويب}}: |archive-date= / |archive-url= timestamp mismatch (مساعدة)
3. ↑  ""حتى لا يطير الدكان" يعيد أكرم حسني لخشبة المسرح  على موقع مصراوي". مصراوي. مؤرشف من الأصل في 2022-11-16. {{استشهاد ويب}}: |archive-date= / |archive-url= timestamp mismatch (مساعدة)
4. ↑  "4 معلومات عن مسرحية «حتى لا يطير الدكان».. بطولة أكرم حسني ودرة  على موقع الوطن". الوطن. مؤرشف من الأصل في 2022-11-16. {{استشهاد ويب}}: |archive-date= / |archive-url= timestamp mismatch (مساعدة)